# Помечинська-Гута
Помечинська-Гута (пол. Pomieczyńska Huta, нім. Pomietschinerhütte) — село в Польщі, у гміні Картузи Картузького повіту Поморського воєводства.
Населення — 259 осіб (2011).
У 1975-1998 роках село належало до Гданського воєводства.

## Демографія
Демографічна структура станом на 31 березня 2011 року:
|          | Загалом | Допрацездатний вік | Працездатний вік | Постпрацездатний вік |
| -------- | ------- | ------------------ | ---------------- | -------------------- |
| Чоловіки | 137     | 41                 | 77               | 19                   |
| Жінки    | 122     | 33                 | 69               | 20                   |
| Разом    | 259     | 74                 | 146              | 39                   |